# Grzegorz Skawiński
Grzegorz Bogdan Skawiński, znany również jako Skawa (ur. 6 lipca 1954 w Mławie) – polski muzyk, kompozytor, piosenkarz, autor tekstów, gitarzysta i producent muzyczny. Były członek zespołów Kameleon, Horoskop, Akcenty i Kombi. W latach 1991–2003 lider grup muzycznych Skawalker i O.N.A. Od 2003 stale występujący w zespole Kombii.
Członek Akademii Fonograficznej ZPAV. Właściciel studia nagraniowego Maska w Gdańsku.

## Życiorys

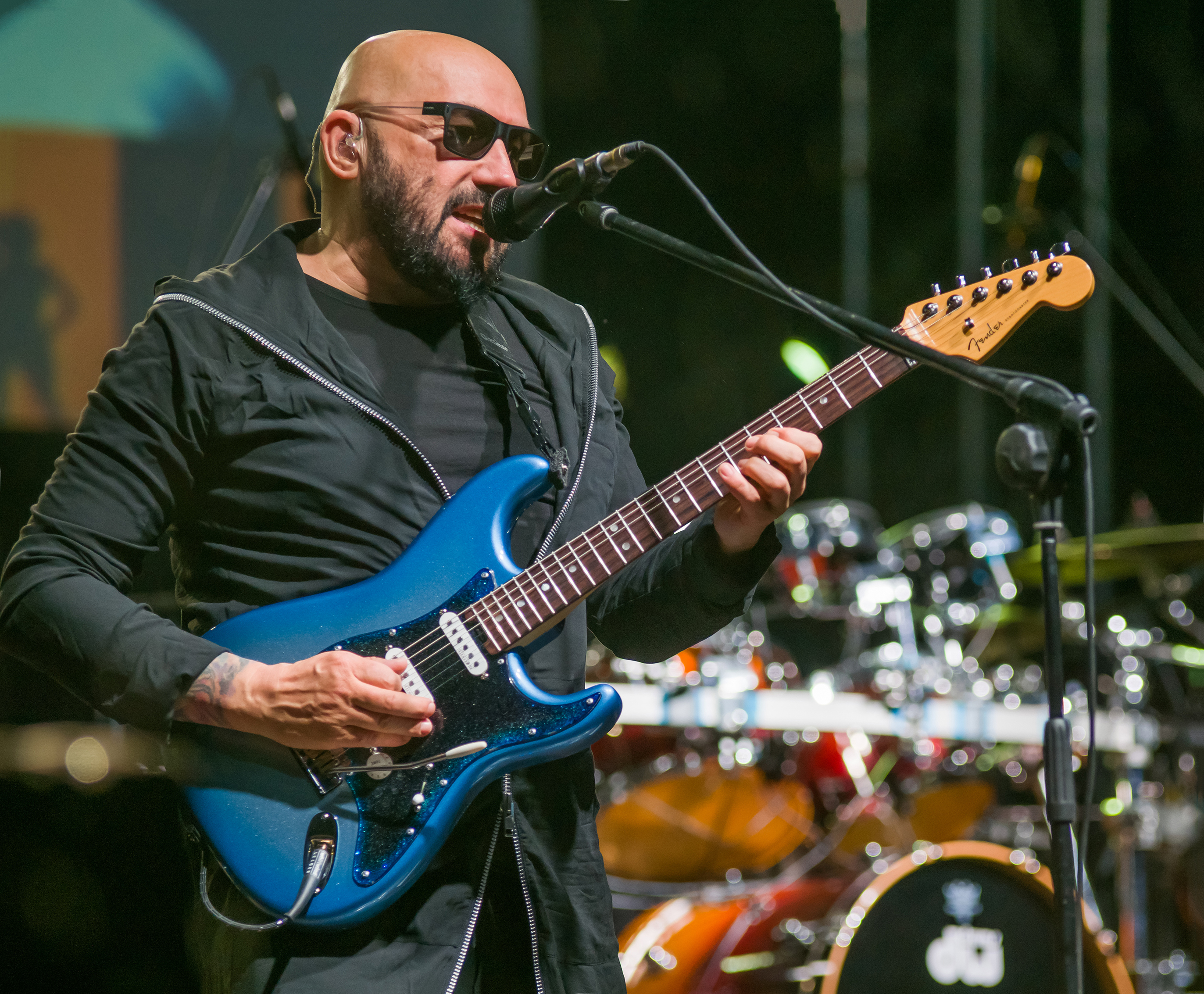
Grzegorz Skawiński w trakcie koncertu w Kłodzku (2017)

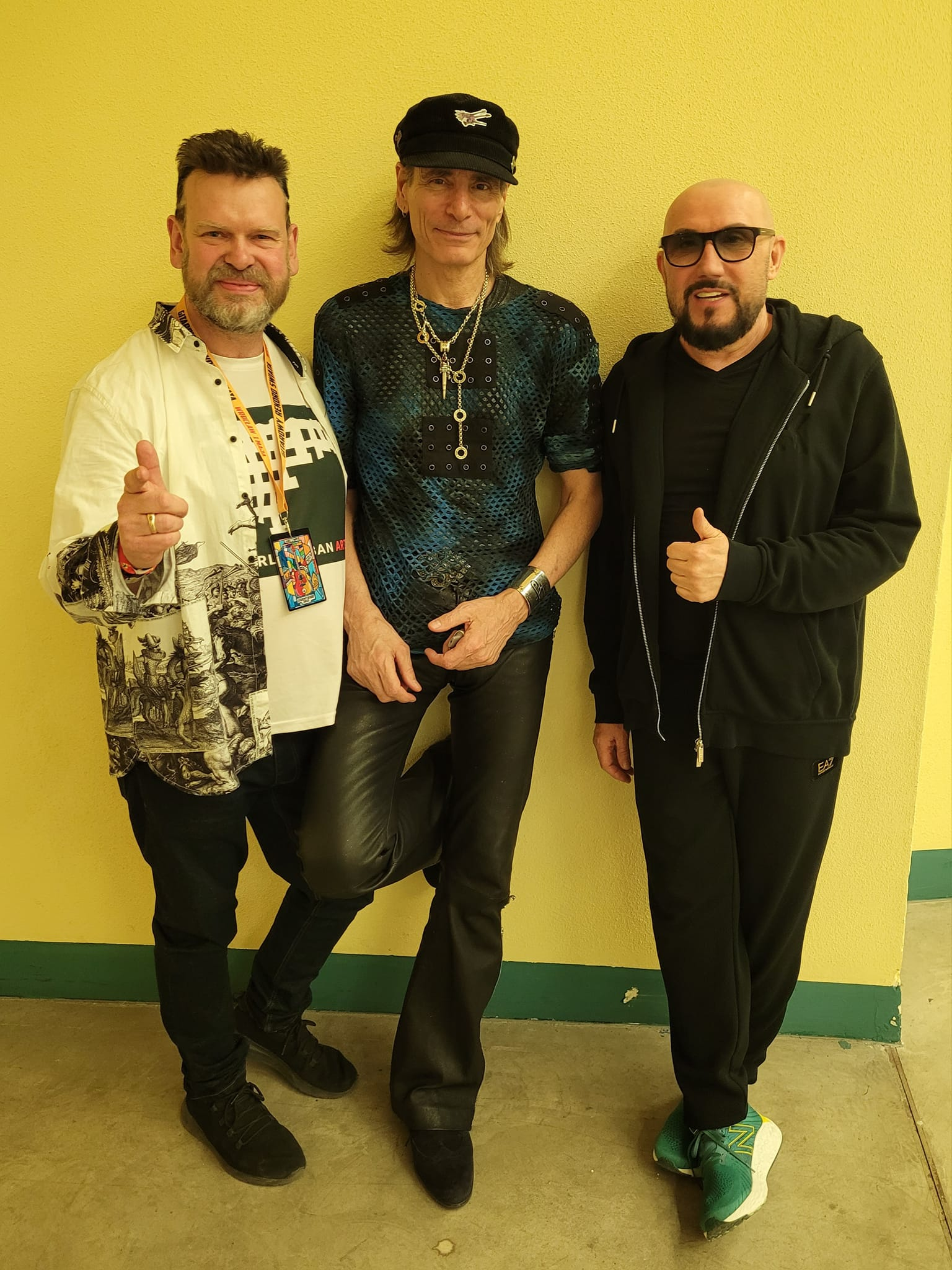
Jarosław Pijarowski, Steve Vai i Grzegorz Skawiński podczas sesji fotograficznej w czasie gitarowego rekordu we Wrocławiu (2023)

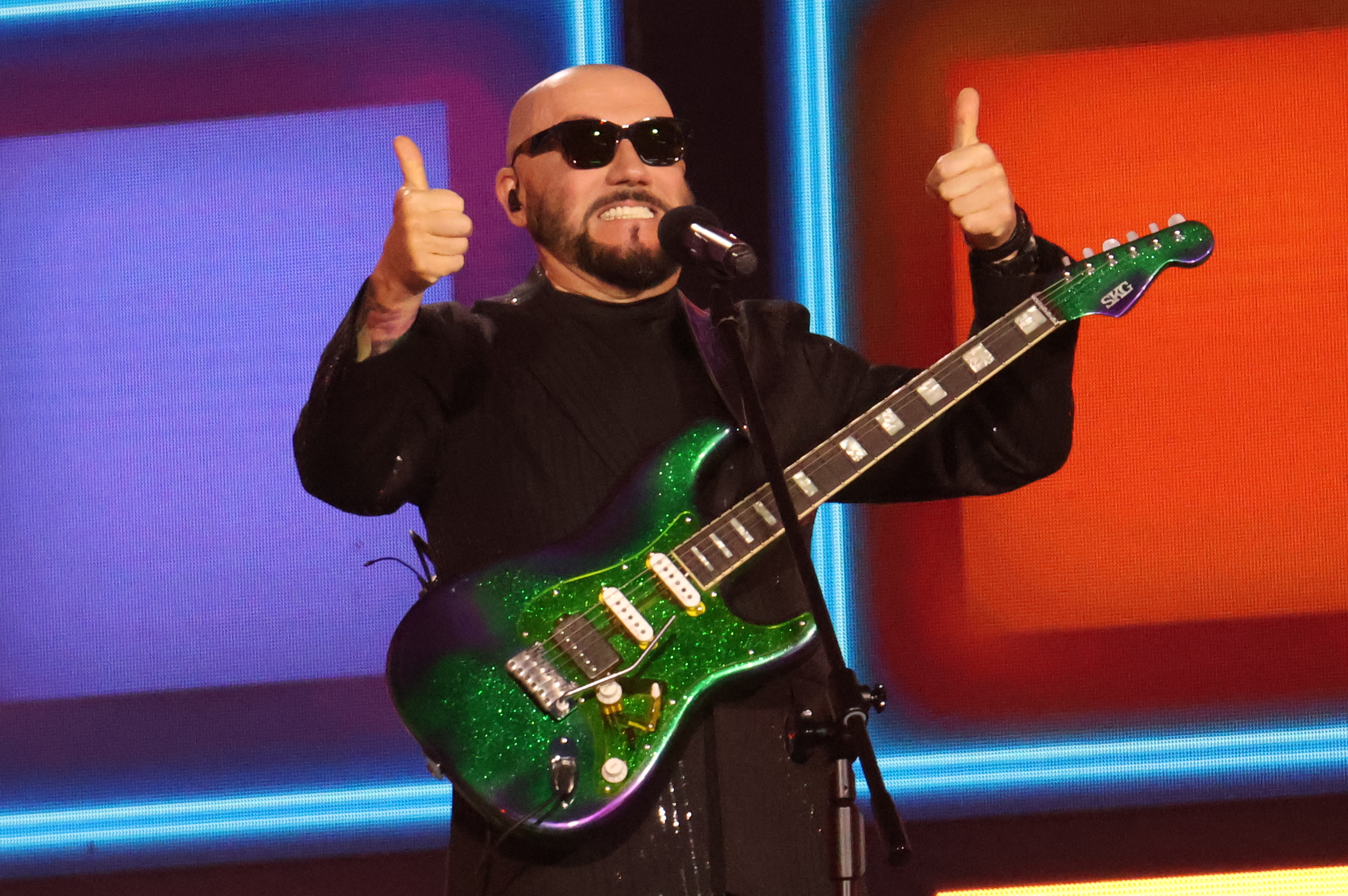
Grzegorz Skawiński podczas koncertu Lato z Radiem i Telewizją Polską (Chorzów), 2025

### Wykształcenie
Ukończył I Liceum Ogólnokształcące im. Stanisława Wyspiańskiego w Mławie, policealną szkołę muzyczną w klasie gitary klasycznej i studia na kierunku pedagogiki specjalnej na Uniwersytecie Gdańskim.

### Kariera muzyczna

#### Zespoły
W trakcie nauki w liceum poznał Waldemara Tkaczyka, z którym założył zespół Kameleon i z którym zwyciężył na Festiwalu Piosenki Harcerskiej w Siedlcach. Następnie został członkiem formacji Horoskop (1974–1975), którą tworzył z Tkaczykiem i Janem Plutą.
W 1975 dołączył do zespołu Akcenty założonego przez Sławomira Łosowskiego. Następnie, w 1976 zespół przekształcił się w grupę Kombi. W 1992 odszedł z zespołu, a w międzyczasie w 1991 razem z Waldemarem Tkaczykiem, Zbigniewem Kraszewskim i Piotrem Łukaszewskim powołał do życia grupę Skawalker. W 1994 po przyjęciu do zespołu wokalistki Agnieszki Chylińskiej zmienił nazwę grupy na O.N.A. Zespół oficjalnie zakończył działalność w 2003, z powodu „rozbieżnych wizji artystycznych”. Po rozpadzie zespołu, w tym samym roku wraz z dwoma byłymi muzykami Kombi – Waldemarem Tkaczykiem i Janem Plutą – założył zespół Kombii, w którym występuje do dziś.

#### Działalność solowa
Pod koniec lat 80. rozpoczął karierę solową. W 1989 wydał debiutancki album, zatytułowany po prostu Skawiński. Promował ją singlami „Dziś tracisz mnie” i „Z tobą czy bez ciebie”, które były notowane na Liście przebojów Programu Trzeciego. W 2000 ukazała się ścieżka dźwiękowa do filmu Ostatnia misja, którą skomponował. W marcu 2012 wydał drugi, solowy album studyjny pt. Me & My Guitar, który dotarł do 7. miejsca oficjalnej listy sprzedaży. Jesienią zagrał krótką trasę koncertową. Kilkukrotnie brał udział w Gitarowym Rekordzie Świata we Wrocławiu, gdzie grał m.in. utwory z repertuaru Jimiego Hendriksa.

#### Poza sceną
Uczestniczył w nagraniach płyt takich wykonawców, jak Wanda Kwietniewska, Vader, Acid Drinkers, Ira, Golden Life, Liroy, Robert Janson, Tede i innych.
Pracował w Radiu Plus, gdzie prowadził autorską audycję Guitar Mania, którą następnie prezentował w Radiu Gdańsk. Odrzucił zaproszenie do udziału w programach Taniec z gwiazdami i Gwiazdy tańczą na lodzie. Był uczestnikiem telewizyjnego show Mask Singer.
W 2013 utworzył studio nagraniowe funkcjonujące pod nazwą Maska.

## Życie prywatne
Mieszka w Gdańsku. Ma dwoje rodzeństwa, starszą o 14 lat siostrę przyrodnią Barbarę i o siedem lat starszego brata Zbigniewa. Jego matka, pochodząca z Zielunia, była urzędniczką, a ojciec urodził się w Grodnie. Jest bezdzietny.
Interesuje się malarstwem. Swoje prace prezentował podczas wystawy „Niepodległość trójkątów” w Glaza Expo-Design w Gdańsku (2021) i „Gdy słowa nie wystarczą” w Sopockiej Galerii Sztuki (2025).

## Instrumentarium
- Mayones Skawiński Regius-7[27]
- Washburn Custom Shop 7[28]
- Gibson Les Paul Custom Shop Collectors Choice
- Fender Custom Shop Broadcaster
- Fender Custom Shop 1963 Stratocaster
- Fender Custom Shop 1962 Stratocaster
- Fender Custom Shop 1967 Stratocaster
- Fender Custom 1963 Telecaster
- Fender Custom Shop Showmaster
- Suhr Custom Shop
- Gretsch Country Club
- Tyler Studio Elite

- Avalon Acoustic
- Cole Clark Acoustic

## Dyskografia
Albumy solowe
| Skawiński                  | - Data: 1989 - Wydawca: Polskie Nagrania Muza             | – |
| Ostatnia misja             | - Data: 30 marca 2000 - Wydawca: Sony Music Entertainment | – |
| Me & My Guitar             | - Data: 12 marca 2012 - Wydawca: Universal Music Polska   | 7 |
| „–” album nie był notowany |                                                           |   |

Notowane utwory
| Tytuł                   | Rok  | Pozycja na liście | Album     |
| Tytuł                   | Rok  | LP3               | Album     |
| ----------------------- | ---- | ----------------- | --------- |
| „Dziś tracisz mnie”     | 1989 | 13                | Skawiński |
| „Z tobą czy bez ciebie” | 1990 | 44                | Skawiński |

Inne
| Album                                                         | Rok  | Uwagi                                                                              | Źródło |
| ------------------------------------------------------------- | ---- | ---------------------------------------------------------------------------------- | ------ |
| Walk Away – Help Yourself                                     | 1992 | gościnnie gitara                                                                   | [ 30 ] |
| Golden Life – Efil Ned Log                                    | 1993 | gościnnie gitara                                                                   | [ 31 ] |
| Vader – Sothis                                                | 1994 | gościnnie gitara w utworze „Black Sabbath”                                         | [ 32 ] |
| Banda i Wanda – Ballady rockowe                               | 1994 | gościnnie gitara                                                                   | [ 33 ] |
| Acid Drinkers – Fishdick                                      | 1994 | gościnnie gitara w utworze „Deuce”                                                 | [ 34 ] |
| Acid Drinkers – Infernal Connection                           | 1994 | gościnnie gitara w utworze „Konsument”                                             | [ 35 ] |
| Grzegorz Kupczyk – Moje urodziny – 15 lat                     | 1995 | gościnnie gitara                                                                   | [ 36 ] |
| Mr. Pollack – Manhattan-One                                   | 1995 | gościnnie gitara w utworze „Magistrada”                                            | [ 37 ] |
| Liroy – Alboom                                                | 1995 | gościnnie gitara w utworze „Scyzoryk”                                              | [ 38 ] |
| Vader – Future of the Past                                    | 1996 | gościnnie gitara w utworze „Black Sabbath”                                         | [ 39 ] |
| Leszek Cichoński – Blues-Rock Guitar Workshop                 | 1996 | gościnnie gitara                                                                   | [ 40 ] |
| Robert Janson – Trzeci wymiar                                 | 1997 | gościnnie gitara                                                                   | [ 41 ] |
| Crew – M-Brion                                                | 1998 | produkcja muzyczna                                                                 | [ 42 ] |
| Mietek „Mechanik” Jurecki – 12 sprawiedliwych                 | 1999 | gościnnie gitara                                                                   | [ 43 ] |
| Karmacoma – Odyseja 2001, czyli pamiętnik znaleziony w studni | 2001 | gościnnie gitara w utworach „Odyseja 2001 (Intro)” i „Odyseja 2001 (Instrumental)” | [ 44 ] |
| Kasia Stankiewicz – Extrapop                                  | 2003 | gościnnie gitara w utworach „Sri Lanka” i „Ratuj mnie”                             | [ 45 ] |
| Vulgar – We Have Come To Kill You                             | 2012 | gościnnie gitara                                                                   | [ 46 ] |
| Tede – Kurt Rolson                                            | 2014 | gościnnie gitara w utworze „Nic nie jest na zawsze”                                | [ 47 ] |

## Teledyski
| Tytuł                                                        | Rok  | Reżyseria        | Album          |
| ------------------------------------------------------------ | ---- | ---------------- | -------------- |
| „Strength To Carry On”                                       | 2012 | –                | Me & My Guitar |
| Weronika Korthals – „Do dna” (gościnnie: Grzegorz Skawiński) | 2015 | Radosław Moenert | –              |

## Publikacje
- Grzegorz Skawiński: Technika gitarowa legato. Gdynia: Professional Music Press, 1997. ISBN 83-900405-8-1. Brak numerów stron w książce